# Nuris Arias
Nuris Arias Doñe (San Cristóbal, 20 maggio 1973) è una pallavolista dominicana.
Gioca nel ruolo di opposto.

## Carriera
Con la nazionale dominicana ha vinto la medaglia d'oro ai Giochi Panamericani del 2003 in casa nella città di Santo Domingo, Repubblica Dominicana. Giocando nel ruolo di schiacciatrice ha fatto parte della nazionale della sua nazione natale al Campionato mondiale di pallavolo femminile 2006, indossando la maglia #9. Durante la sua carriera ha giocato in club dominicani, italiani e spagnoli.

## Premi individuali
- 2008 Lega Pallavolo dominicana "Miglior Attaccante"
- 2006 Lega Pallavolo Italia MVP
- 1998 Panamerican Coup "Miglior Attaccante"